# Trinity Bay
Trinity Bay er en bugt på Newfoundlands nordøstlige kyst i den canadiske provins Newfoundland og Labrador. Der findes også større fiskerisamfund såsom Trinity og Heart's Content.

## Fund af dyr
Den 24. september 1877 fandt man et næsten intakt eksemplar af en art blæksprutte og i april 2003 fandt man tusindvis af døde torsk i en enkelt weekend.
48°11′N 53°16′V / 48.18°N 53.26°V